# 글렌 벡

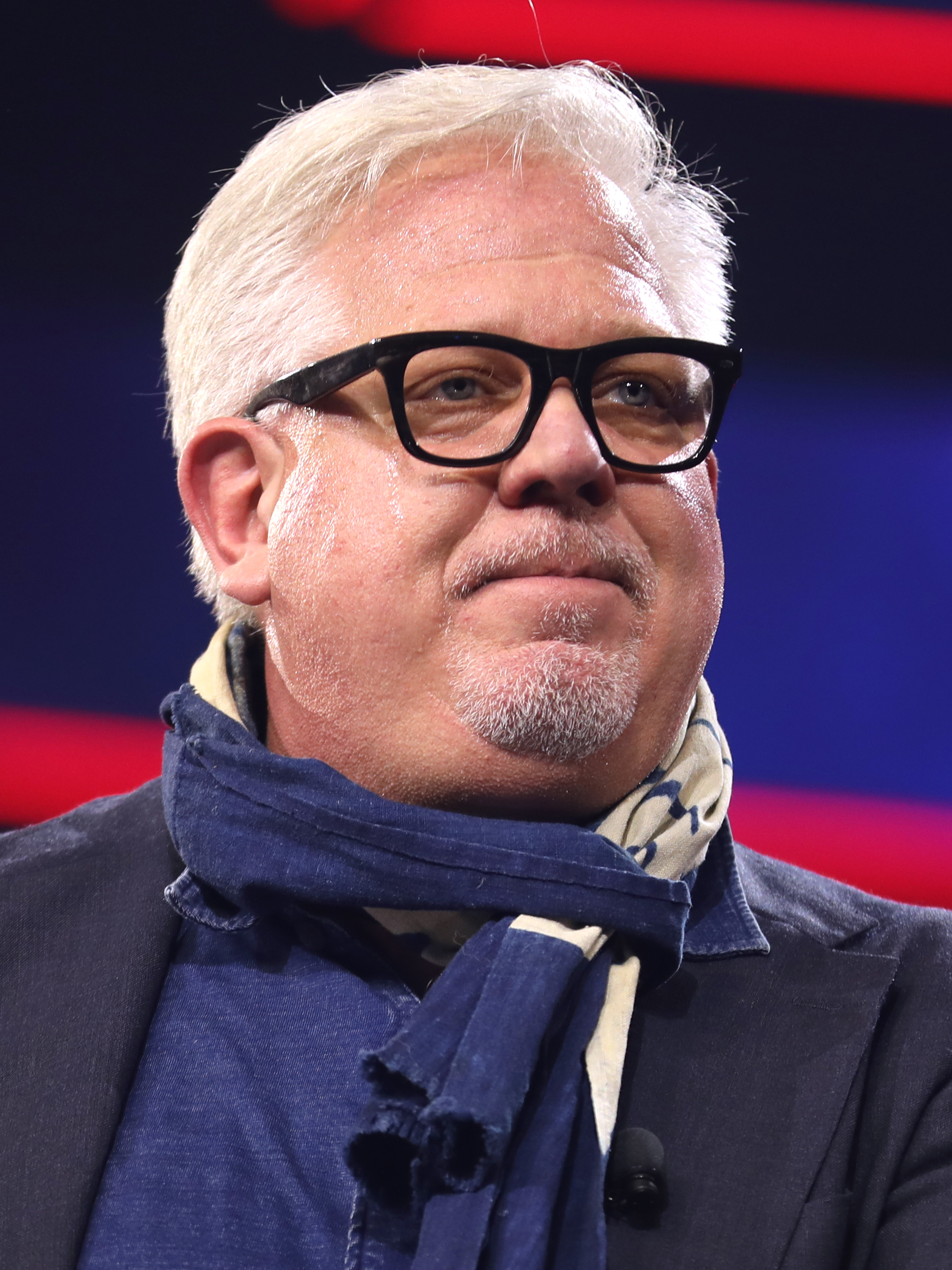

글렌 벡(Glenn Beck, 본명: 글렌 리 벡, Glenn Lee Beck, 1964년 2월 10일 ~ )은 미국의 보수 정치 평론가, 라디오 진행자, 기업가 및 TV 프로듀서이다. 텔레비전 및 라디오 네트워크인 더블레이즈의 모회사인 머츄리 라디오 아츠의 CEO이자 창립자이자 소유주이다. 프리미어 라디오 네트워크에서 전국적으로 배포되는 토크 라디오 쇼인 글렌 벡 라디오 프로그램을 진행하고 있다. 벡은 또한 HLN (방송국)에서 2006년 1월부터 2008년 10월까지, 폭스 뉴스에서 2009년 1월부터 2011년 6월까지 진행되었으며 현재 더블레이즈에서 방영되는 글렌 벡 TV 프로그램을 진행한다. 벡은 뉴욕 타임스의 베스트셀러 6권을 집필했다.